# 寿不動産
寿不動産株式会社（ことぶきふどうさん）は、大阪府大阪市北区堂島浜に本社を置く、サントリー関係会社株式の管理、不動産賃貸業および保険代理業を行う日本の企業。

## 概要
1956年（昭和31年）9月設立。社名は、サントリーホールディングスの旧社名である株式会社寿屋に由来する。サブリース方式の賃貸マンションを経営し、サントリーグループ各社への保険代理店業務を行う一方、サントリーホールディングスの発行済み株式の89.32%を保有しており、実質的な持株会社ともされる。
株式は非公開で、佐治信忠、鳥井信吾が各4.97%など、サントリーの創業家一族18人で72.36%を保有している。また、佐治信忠が社長、鳥井信吾が副社長を務めるなど、サントリーの創業家一族が経営陣にも多数名を連ねている。
従業員は9名で、子会社配当金収益などの営業収益は44億29百万円、剰余金の配当は総額24億96百万円（2009年12月期）。
2009年7月に明らかになり、2010年2月に打ち切りが発表されたサントリーホールディングスとキリンホールディングスとの経営統合交渉に際して、統合比率によっては当社が3分1以上の株式を保有し、株主総会において重要議案に対する拒否権を持ち、経営統合後の会社の実質的な支配権を握ることから注目を集めた。